# Муниципальное образование «Тугутуйское»
Муниципальное образование «Тугутуйское» — муниципальное образование со статусом сельского поселения в
Эхирит-Булагатском районе Иркутской области России. 
Административный центр — посёлок Тугутуй.

## Демография
| 2010  | 2011  | 2012  | 2013  | 2014  | 2015  | 2016  |
| ----- | ----- | ----- | ----- | ----- | ----- | ----- |
| 1211  | ↘1207 | ↘1177 | ↗1181 | ↘1175 | ↘1170 | →1170 |
| 2017  | 2018  | 2019  | 2020  |       |       |       |
| ↘1162 | ↗1167 | ↗1172 | ↘1171 |       |       |       |

По результатам Всероссийской переписи населения 2010 года
численность населения муниципального образования составила 1211 человек, в том числе 580 мужчин и 631 женщина.

## Населённые пункты
В состав муниципального образования входят населенные пункты
- Тугутуй
- Комой[12]